# Eduardo de Deus
Eduardo Rodrigues dos Santos de Deus Junior (Campinas, 8 de outubro de 1995) é um atleta brasileiro especializado nos 110 metros com barreiras, campeão dos Jogos Pan-Americanos em Santiago 2023. 

## Carreira

### 2017-20
Foi medalhista de ouro nos 110m com barreiras nos Jogos Sul-Americanos de 2018.
Obteve uma medalha de bronze nos 110m com barreiras nos Jogos Pan-Americanos de 2019.

### Jogos Olímpicos de 2020
Ele esteve nos Jogos Olímpicos de Verão de 2020.

### 2022–24
Se tornou bicampeão dos 110 m com barreiras nos Jogos Sul-Americanos de 2022.
Nos Jogos Pan-Americanos de 2023 realizados em Santiago, Chile, ele obteve seu maior título ao obter a medalha de ouro nos 110m com barreiras.
Em 2024, se classificou para participar de sua segunda Olimpíada igualando seu recorde pessoal, 13s27, pela terceira vez. Antes, ele já havia vencido o Ibero-Americano de 2024 com a marca de 13s24, porém, este tempo foi obtido com um vento de +2,8m/s, o que o invalidava tanto como recorde pessoal válido como para índice olímpico. 

### Jogos Olímpicos de 2024
Nos Jogos Olímpicos de 2024, ele se classificou às semifinais da prova pela primeira vez em sua carreira. Com uma marca de 13s37, ficou em 3º lugar em sua bateria.  Na semifinal, teve uma largada ruim e terminou a bateria na 6ª colocação, com tempo de 13s44, não avançando à final. 